# Investigação Criminal
Investigação Criminal é uma série de televisão de 2012 que foi veiculada originalmente no canal A&E, muito embora seus direitos de exibição tenham tenham sido adquiridos pela Netflix no ano de 2018. Em 22 de dezembro de 2018, o SBT adquiriu os direitos da série, que passou a ser exibida dentro da sessão  O Crime Não Compensa, em substituição ao programa de entrevistas Poder em Foco. Em junho de 2019, a série estreou na programação do canal a cabo brasileiro Prime Box Brazil. Desde 2020, a série está disponível nos serviços de streaming Pluto TV e Amazon Prime Video.
A série aborda, por meio de sequências de entrevistas, a história de grandes crimes brasileiros, como o dos Nardoni, dos Richthofen, de Mércia Nakashima e do cartunista Glauco.
A partir de meados de 2021, as temporadas passaram a ser exibidas no canal do You Tube Operação Policial, que só no primeiro ano atingiu 800 mil inscritos. O canal é dirigido por Beto Ribeiro e Carla Albuquerque.  

## Episódios

### 1.ª temporada (2012)
| Número | Título                  | Diretor      | Estreia                |
| ------ | ----------------------- | ------------ | ---------------------- |
| 1      | "Isabella Nardoni"      | Beto Ribeiro | 4 de dezembro de 2012  |
| 2      | "Suzane Von Richthofen" | Beto Ribeiro | 23 de outubro de 2012  |
| 3      | "Mércia Nakashima"      | Beto Ribeiro | 3 de dezembro de 2013  |
| 4      | "Glauco Villas Boas"    | Beto Ribeiro | 26 de novembro de 2013 |
| 5      | "Farah Jorge Farah"     | Beto Ribeiro | 17 de dezembro de 2013 |
| 6      | "Crime da Oscar Freire" | Beto Ribeiro | 10 de dezembro de 2013 |
| 7      | "Ives Ota"              | Beto Ribeiro | 19 de novembro de 2013 |
| 8      | "Maníaco do Parque"     | Beto Ribeiro | 20 de novembro de 2012 |

### 2.ª temporada (2013)
| Número | Título                      | Diretor      | Estreia |
| ------ | --------------------------- | ------------ | ------- |
| 1      | "Bianca Consoli"            | Beto Ribeiro | 2013    |
| 2      | "Humberto Magalhães"        | Beto Ribeiro | 2013    |
| 3      | "Eugênio Chipkevitch"       | Beto Ribeiro | 2013    |
| 4      | "Liana"                     | Beto Ribeiro | 2013    |
| 5      | "Caso de Bragança Paulista" | Beto Ribeiro | 2013    |
| 6      | "Irmãos Asfixiados"         | Beto Ribeiro | 2013    |
| 7      | "Gil Rugai"                 | Beto Ribeiro | 2013    |
| 8      | "Monstro de Rio Claro"      | Beto Ribeiro | 2013    |

### 3.ª temporada (2014)
| Número | Título                             | Diretor      | Estreia |
| ------ | ---------------------------------- | ------------ | ------- |
| 1      | "Mônica El Khouri"                 | Beto Ribeiro | 2014    |
| 2      | "Avó e Neto"                       | Beto Ribeiro | 2014    |
| 3      | "Irmãs Yoshifusa"                  | Beto Ribeiro | 2014    |
| 4      | "Aparício Basílio"                 | Beto Ribeiro | 2014    |
| 5      | "Victor Deppman"                   | Beto Ribeiro | 2014    |
| 6      | "Atirador do Shopping"             | Beto Ribeiro | 2014    |
| 7      | "Serial Killer de Itaquaquecetuba" | Beto Ribeiro | 2014    |
| 8      | "Magda Roncati"                    | Beto Ribeiro | 2014    |

### 4.ª temporada (2015)
| Número | Título                      | Diretor      | Estreia |
| ------ | --------------------------- | ------------ | ------- |
| 1      | "João Hélio"                | Beto Ribeiro | 2015    |
| 2      | "Casal de Idosos"           | Beto Ribeiro | 2015    |
| 3      | "Janken"                    | Beto Ribeiro | 2015    |
| 4      | "Médico Dárcio"             | Beto Ribeiro | 2015    |
| 5      | "Maestro Luiz Borin"        | Beto Ribeiro | 2015    |
| 6      | "Governador do Acre"        | Beto Ribeiro | 2015    |
| 7      | "Maria Tatiana"             | Beto Ribeiro | 2015    |
| 8      | "Maníaco de Ribeirão Pires" | Beto Ribeiro | 2015    |

### 5.ª temporada (2016)
| Número | Título                         | Diretor      | Estreia |
| ------ | ------------------------------ | ------------ | ------- |
| 1      | "Eloá"                         | Beto Ribeiro | 2016    |
| 2      | "Débora Regina"                | Beto Ribeiro | 2015    |
| 3      | "Maiara e Nicole"              | Beto Ribeiro | 2015    |
| 4      | "Serial Killer de Prostitutas" | Beto Ribeiro | 2015    |
| 5      | "Francês"                      | Beto Ribeiro | 2015    |
| 6      | "Família Tempesta"             | Beto Ribeiro | 2015    |
| 7      | "Maníaco da Cantareira"        | Beto Ribeiro | 2015    |
| 8      | "Estagiária"                   | Beto Ribeiro | 2015    |

### 6.ª temporada (2017)
| Número | Título              | Diretor      | Estreia |
| ------ | ------------------- | ------------ | ------- |
| 1      | "Celso Mazzieri"    | Beto Ribeiro | 2017    |
| 2      | "Cynthia Moutinho"  | Beto Ribeiro | 2017    |
| 3      | "Skinheads"         | Beto Ribeiro | 2017    |
| 4      | "Lore Vaz"          | Beto Ribeiro | 2017    |
| 5      | "Fernanda Simão"    | Beto Ribeiro | 2017    |
| 6      | "Irmãos Gilio"      | Beto Ribeiro | 2017    |
| 7      | "Yuri Barizon"      | Beto Ribeiro | 2017    |
| 8      | "Humberto Monteiro" | Beto Ribeiro | 2017    |

### 7.ª temporada (2018)
| Número | Título                         | Diretor      | Estreia |
| ------ | ------------------------------ | ------------ | ------- |
| 1      | "Elize Matsunaga"              | Beto Ribeiro | 2018    |
| 2      | "Esquartejado de Higienópolis" | Beto Ribeiro | 2018    |
| 3      | "Serial Killer de Animais"     | Beto Ribeiro | 2018    |
| 4      | "Sandra Gomide"                | Beto Ribeiro | 2018    |
| 5      | "Ana Cláudia"                  | Beto Ribeiro | 2018    |
| 6      | "Alemão"                       | Beto Ribeiro | 2018    |
| 7      | "Diego Cassas"                 | Beto Ribeiro | 2018    |
| 8      | "Roger Abdelmassih"            | Beto Ribeiro | 2018    |

### 8.ª temporada (2019)
| Número | Título                      | Diretor      | Estreia |
| ------ | --------------------------- | ------------ | ------- |
| 1      | "Menino Eduardo"            | Beto Ribeiro | 2019    |
| 2      | "Serial Killer de Itanhaém" | Beto Ribeiro | 2019    |
| 3      | "Português"                 | Beto Ribeiro | 2019    |
| 4      | "Thiago de Osti"            | Beto Ribeiro | 2019    |
| 5      | "Maria das Dores"           | Beto Ribeiro | 2019    |
| 6      | "Crime do Martelo"          | Beto Ribeiro | 2019    |
| 7      | "Botica Veado D'Ouro"       | Beto Ribeiro | 2019    |
| 8      | "Bruna Marsanovic"          | Beto Ribeiro | 2019    |

### 9.ª temporada (2020)
| Número | Título               | Diretor      | Estreia |
| ------ | -------------------- | ------------ | ------- |
| 1      | "Caroline Silva Lee" | Beto Ribeiro | 2020    |
| 2      | "Matheus Demétrio"   | Beto Ribeiro | 2020    |
| 3      | "Crime do Tambor"    | Beto Ribeiro | 2020    |
| 4      | "Gabriel de Souza"   | Beto Ribeiro | 2020    |
| 5      | "Família Jeronymo"   | Beto Ribeiro | 2020    |
| 6      | "Luis Guilherme"     | Beto Ribeiro | 2020    |
| 7      | "Ana Paula"          | Beto Ribeiro | 2020    |
| 8      | "Família Martins"    | Beto Ribeiro | 2020    |
| 9      | "Gilberto Pereira"   | Beto Ribeiro | 2020    |

## Controvérsias
Em fevereiro de 2020, a plataforma Netflix retirou a série do ar antes da estreia da nona temporada, já anunciada. O motivo foi uma ação judicial movida por uma entrevistada, que era irmã e tia-avó das vítimas relatadas no episódio "Avó e Neto" (o caso de Neide Ferreira de Araújo e seu neto Gustavo; aqui), contra a plataforma e a produtora Medialand. No processo tramitado na 6ª Vara Cível do Foro Central Cível de São Paulo, a familiar pedia, além da remoção do conteúdo nas diversas plataformas em que o episódio era veiculado, uma indenização por uso indevido de imagem.
A produtora afirmou que a entrevistada assinou um termo de cessão de imagem que também previa a comercialização dos direitos da obra. A juíza responsável negou todos os pedidos da entrevistada e deu ganho de causa aos produtores.